# 広岡久右衛門 (9代目)
9代目広岡 久右衛門（ひろおか きゅうえもん、1844年11月8日（天保15年9月28日） - 1909年 （明治42年） 6月20日）は、日本の実業家。大阪の豪商・加島屋久右衛門家の9代目当主。諱は正秋（まさあき）。大同生命初代社長。堂島米穀取引所理事長。

## 来歴・人物
1844年（天保15年）、加島屋久右衛門家の8代目当主・広岡久右衛門正饒の三男として生まれる。幼名は文之助。1869年（明治2年）、父・正饒の死後、26歳で加島屋当主となり、兄・広岡信五郎、義姉・広岡浅子とともに、加島屋の経営を担う。
1888年（明治21年）、加島銀行を設立、初代頭取に就任。1899年（明治32年）、経営支援要請を受けた真宗生命（名古屋）を買収、社長に就任。本社を京都市に移転して社名を朝日生命（現在の朝日生命とは異なる）に改称。1902年（明治35年）、朝日生命（京都）を護国生命（東京）・北海生命（小樽）と合併させ大同生命を設立、初代社長に就任。
その他、第1回大阪市議会議員、堂島米穀取引所（堂島米会所の後継）理事長など、大阪政財界の要人として活躍する。
日本女子大学校 （現在の日本女子大学）設立時には発起人として尽力するなど、義姉・浅子の事業全般に協力した。

## 栄典
- 1887年（明治20年）12月27日 - 銀製黄綬褒章[1]

## 登場する作品
- 古川智映子 『小説 土佐堀川〜女性実業家・広岡浅子の生涯』（1988年、潮出版社） - NHK連続テレビ小説 『あさが来た』 の原案本
- 舞台 『土佐堀川』 - 1990年2月から1ヵ月間、東京宝塚劇場で上演。兄の信五郎役を伊東四朗が、浅子役を八千草薫が演じた。

## 関連する人物
- 広岡久右衛門正饒 - 父 （加島屋久右衛門8代目当主）
- 広岡久右衛門正直 - 娘婿（加島屋久右衛門10代目当主、大同生命第3代社長）
- 広岡なつ - 妻 （加島屋作兵衛家・9代目当主である長田作兵衛政達の娘）
- 広岡信五郎 - 兄 （明治期の実業家）
- 広岡浅子 - 義姉 （明治・大正期の女性実業家）、 『あさが来た』 のヒロインのモデル
- 広岡恵三 - 信五郎・浅子夫妻の娘婿 （大同生命第2代社長）